# Trichomanes crassipilis
Trichomanes crassipilis är en hinnbräkenväxtart som beskrevs av Charles Alfred Weatherby. Trichomanes crassipilis ingår i släktet Trichomanes och familjen Hymenophyllaceae. Inga underarter finns listade.